# جايمي باول
جايمي باول (بالإسبانية: Jaime E. Powell) هو إحاثي أرجنتيني، ولد في 13 يناير 1953 في قرطبة في الأرجنتين، وتوفي في 1 فبراير 2016.